# Midkina
La midkina,
también denominada
MK-0646 o

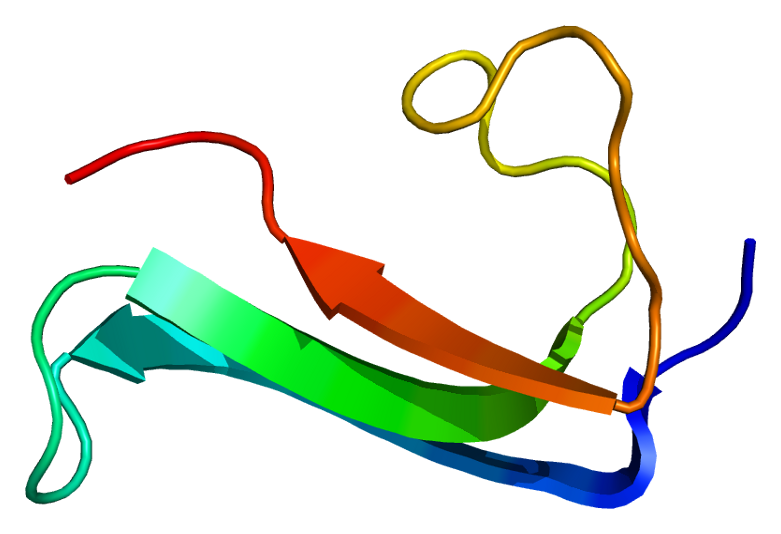
Midkina

anticuerpo monoclonal recombinado MK-0646 anti-IGF1R
es un tipo de anticuerpo monoclonal, una sustancia en estudio para el tratamiento de muchos tipos de cánceres.
Puede eliminar las células cancerosas. 
MK-0646 se adhiere a una proteína llamada receptor del factor de crecimiento tipo insulina (IGF1R) en la superficie de las células.
Esto puede prevenir que las células crezcan cuando el IGF está presente.